# Bøler (metrostation)
Bøler is een metrostation in de Noorse hoofdstad Oslo. Het station werd geopend op 20 juli 1958 en wordt bediend door lijn 3 van de metro van Oslo.